# Khewang
Khewang (en népalais : खेवाङ्ग) est un comité de développement villageois du Népal situé dans le district de Taplejung. Au recensement de 2011, il comptait 2 691 habitants.